# Saison 2008 de l'équipe cycliste Gerolsteiner
La saison 2008 est la onzième et dernière année d'activité de l'équipe cycliste Gerolsteiner. Davide Rebellin, leader italien de l'équipe depuis 2002, lui a apporté une grande partie de ses résultats notables, dont une victoire finale sur Paris-Nice et places d'honneur sur plusieurs classiques, ainsi qu'aux championnats du monde et aux Jeux olympiques avec la sélection nationale italienne. Cette année a cependant davantage été marquée par les cas de dopage intervenus lors du Tour de France. Stefan Schumacher, double vainqueur d'étape, et Bernhard Kohl, troisième du classement général et meilleur grimpeur, avaient permis à Gerolsteiner de briller durant cette épreuve. Ils sont cependant tous les deux contrôlés positifs au CERA lors de nouveaux tests effectués en octobre. À la suite de l'annonce de ces deux cas de dopage, la direction de l'équipe, qui n'a pas trouvé de nouveau sponsor pour 2009, décide de ne pas disputer les dernières compétitions de la saison. Gerolsteiner dispute sa dernière course lors de Paris-Tours.

## Effectif

### Coureurs en 2008
| Coureur             | Date de naissance | Nationalité | Équipe 2007      | Équipe 2009                                       |
| ------------------- | ----------------- | ----------- | ---------------- | ------------------------------------------------- |
| Francesco De Bonis  | 14.04.1982        | Italie      | Néoprofessionnel | Serramenti PVC Diquigiovanni                      |
| Robert Förster      | 27.01.1978        | Allemagne   |                  | Milram                                            |
| Markus Fothen       | 09.09.1981        | Allemagne   |                  | Milram                                            |
| Thomas Fothen       | 06.04.1983        | Allemagne   |                  | Milram                                            |
| Mathias Frank       | 09.12.1986        | Suisse      | Néoprofessionnel | BMC Racing                                        |
| Johannes Fröhlinger | 09.06.1985        | Allemagne   |                  | Milram                                            |
| Oscar Gatto         | 01.01.1985        | Italie      |                  | ISD                                               |
| Heinrich Haussler   | 25.02.1984        | Allemagne   |                  | Cervélo Test Team                                 |
| Tim Klinger         | 22.09.1984        | Allemagne   |                  | Vorarlberg-Corratec                               |
| Bernhard Kohl       | 04.01.1982        | Autriche    |                  | Suspension                                        |
| Sven Krauss         | 06.01.1983        | Allemagne   |                  | Fin de carrière                                   |
| Sebastian Lang      | 15.09.1979        | Allemagne   |                  | Silence-Lotto                                     |
| Andrea Moletta      | 23.02.1979        | Italie      |                  | Miche                                             |
| Volker Ordowski     | 09.11.1973        | Allemagne   |                  | Fin de carrière                                   |
| Davide Rebellin     | 09.08.1971        | Italie      |                  | Serramenti PVC Diquigiovanni - Androni Giocattoli |
| Matthias Russ       | 14.11.1983        | Allemagne   |                  | Milram                                            |
| Ronny Scholz        | 24.04.1978        | Allemagne   |                  | Milram                                            |
| Stephan Schreck     | 15.07.1978        | Allemagne   | T-Mobile         | Fin de carrière                                   |
| Stefan Schumacher   | 21.07.1981        | Allemagne   |                  | Suspension                                        |
| Tom Stamsnijder     | 15.05.1985        | Pays-Bas    |                  | Rabobank                                          |
| Fabian Wegmann      | 20.06.1980        | Allemagne   |                  | Milram                                            |
| Carlo Westphal      | 25.11.1985        | Allemagne   |                  | Stegcomputer-CKT                                  |
| Peter Wrolich       | 30.05.1974        | Autriche    |                  | Milram                                            |
| Oliver Zaugg        | 09.05.1981        | Suisse      |                  | Liquigas                                          |
| Markus Zberg        | 27.06.1974        | Suisse      |                  | BMC Racing                                        |

## Bilan de la saison

### Victoires
UCI ProTour
| Date       | Course                       | Pays     | Classe | Vainqueur          |
| ---------- | ---------------------------- | -------- | ------ | ------------------ |
| 03/05/2008 | 4e étape du Tour de Romandie | Suisse   | PT     | Francesco De Bonis |
| 18/06/2008 | 5e étape du Tour de Suisse   | Suisse   | PT     | Markus Fothen      |
| 25/08/2008 | 6e étape de l'Eneco Tour     | Belgique | PT     | Carlo Westphal     |
| 20/09/2008 | 7e étape du Tour de Pologne  | Pologne  | PT     | Robert Förster     |

Victoires sur les Circuits continentaux
| Date       | Course                         | Pays      | Classe | Vainqueur         |
| ---------- | ------------------------------ | --------- | ------ | ----------------- |
| 20/02/2008 | 1re étape du Tour de l'Algarve | Portugal  | 2.1    | Robert Förster    |
| 22/02/2008 | 3e étape du Tour de l'Algarve  | Portugal  | 2.1    | Robert Förster    |
| 24/02/2008 | Tour du Haut-Var               | France    | 1.1    | Davide Rebellin   |
| 05/04/2008 | Grand Prix Miguel Indurain     | Espagne   | 1.HC   | Fabian Wegmann    |
| 31/05/2008 | 4e étape du Tour de Bavière    | Allemagne | 2.HC   | Stefan Schumacher |
| 01/06/2008 | 5e étape du Tour de Bavière    | Allemagne | 2.HC   | Heinrich Haussler |
| 08/06/2008 | Grand Prix de la Forêt-Noire   | Allemagne | 1.1    | Mathias Frank     |
| 11/06/2008 | Veenendaal-Veenendaal          | Allemagne | 1.HC   | Robert Förster    |
| 24/08/2008 | 4e étape du Rothaus Regio-Tour | Allemagne | ?      | Markus Fothen     |

Épreuves hors calendrier de l'UCI
| Date       | Course                           | Pays   | Classe | Vainqueur         |
| ---------- | -------------------------------- | ------ | ------ | ----------------- |
| 16/03/2008 | Classement général du Paris-Nice | France |        | Davide Rebellin   |
| 08/07/2008 | 4e étape du Tour de France       | France |        | Stefan Schumacher |
| 26/07/2007 | 20e étape du Tour de France      | France |        | Stefan Schumacher |

Championnats nationaux
| Date       | Course                            | Pays      | Classe | Vainqueur      |
| ---------- | --------------------------------- | --------- | ------ | -------------- |
| 29/06/2008 | Championnat d'Allemagne sur route | Allemagne | CN     | Fabian Wegmann |
| 29/06/2008 | Championnat de Suisse sur route   | Suisse    | CN     | Markus Zberg   |